# Раскаяние

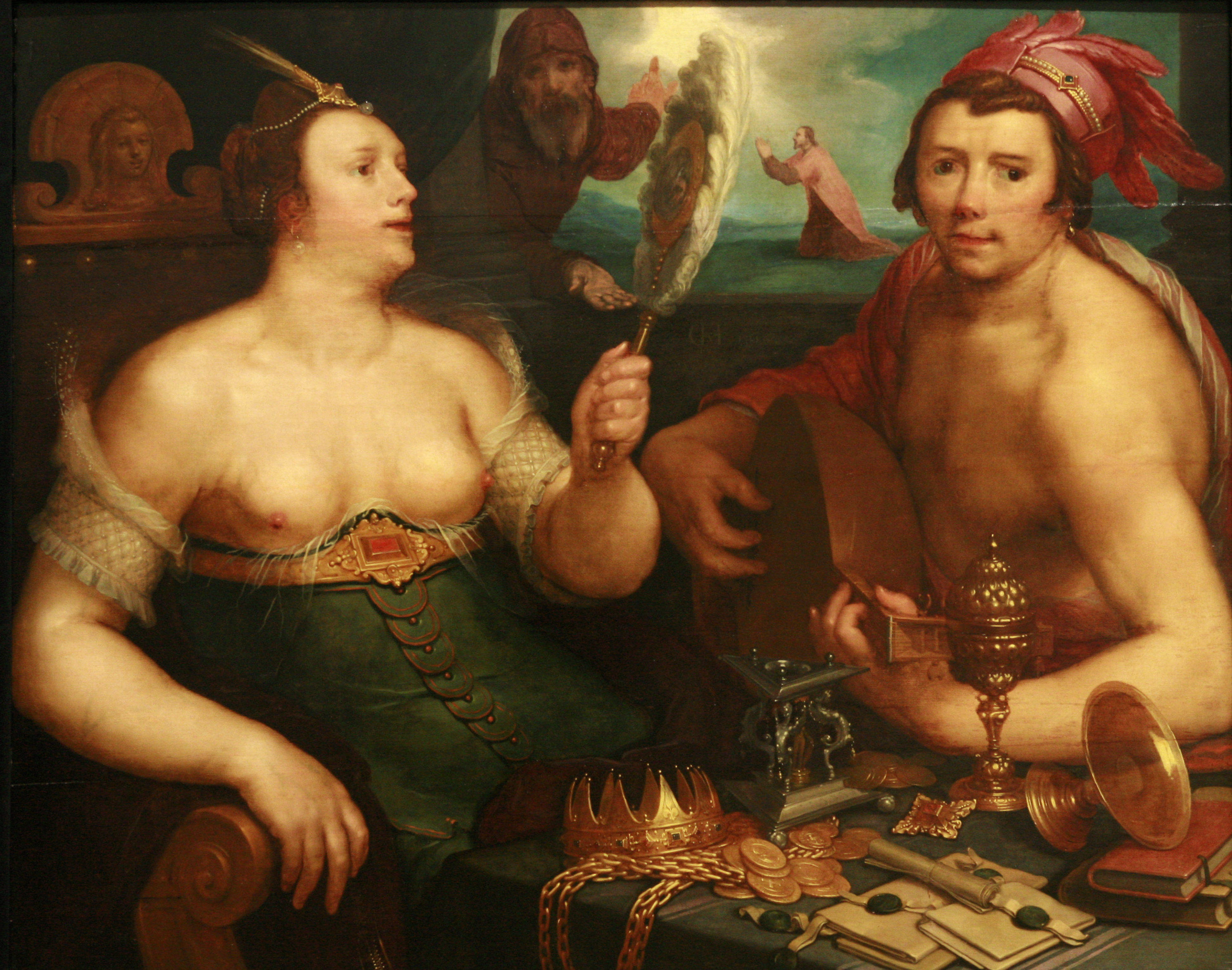
«Аллегория тщеславия и раскаяния».
(1616) Cornelis Cornelisz. van Haarlem, музей Страсбурга

Раска́яние — эмоция, которую испытывает человек, сожалеющий о действиях, совершённых им в прошлом или настоящем, которые он считает постыдными, обидными или неправильными. Раскаяние тесно связано с чувством вины. Люди могут выражать раскаяние, извиняясь, пытаясь возместить причинённый ими ущерб, или налагая на себя наказания.
У человека, неспособного испытывать раскаяние, часто диагностируют антисоциальное расстройство личности, описанное в DSM IV-TR.

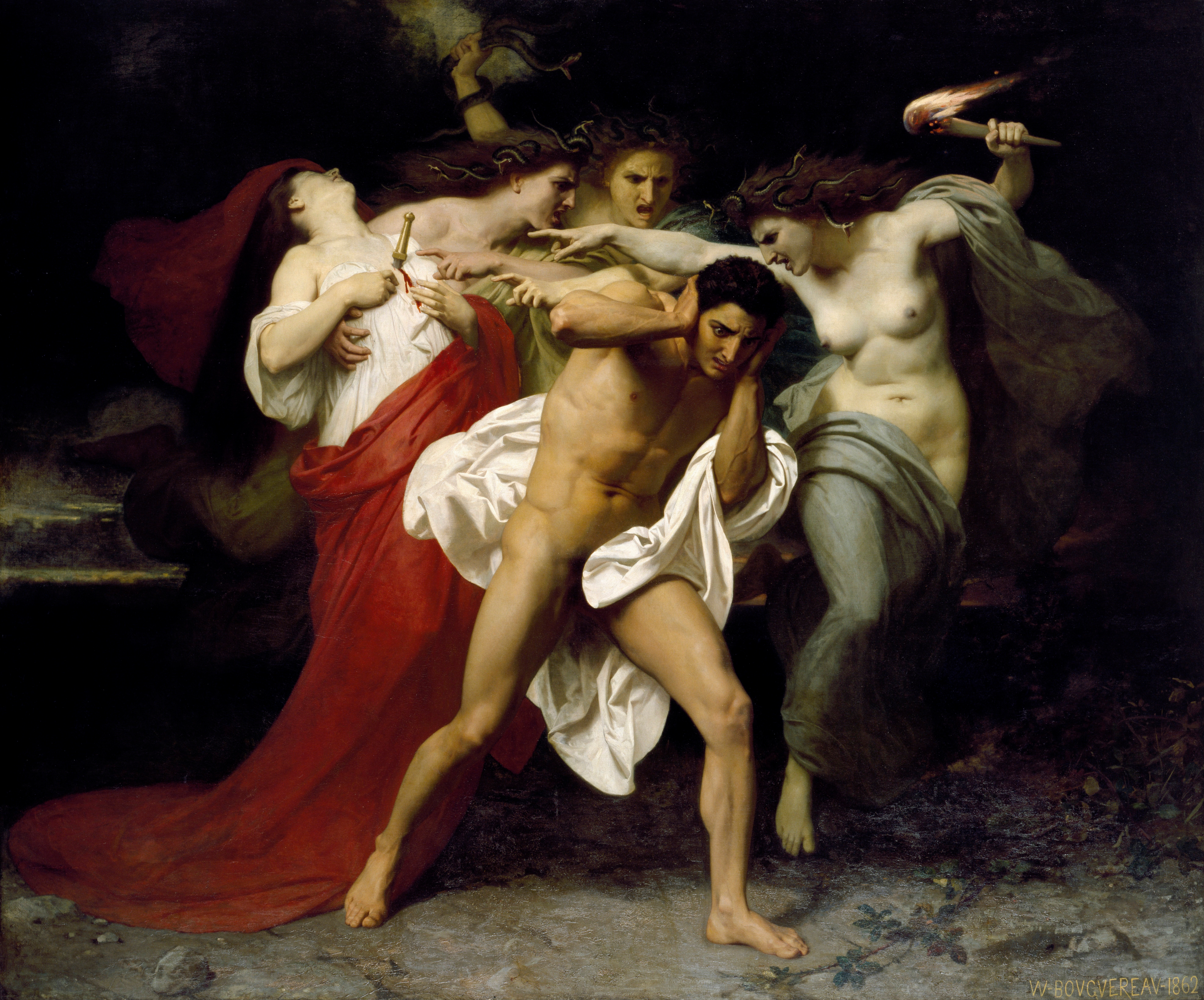
«Раскаяние Ореста»,
(1862), Уильям-Адольф Бугро

## Психопатия
Психопаты наиболее известны своим вопиющим пренебрежением к социальным и моральным нормам. Личные отношения, характерные для психопатов отличаются насилием, эксплуатацией и развратом. Психопаты неспособны чувствовать вину или сочувствие, ненормально реагируют на страх и боль; другие эмоции также поверхностны по сравнению с популяционными нормами. Психопаты не принимают общие социальные и моральные нормы, потому что на них не влияют такие эмоции как вина, раскаяние или страх возмездия, которые сдерживают других людей.
Человеческие общества склонны ценить раскаяние; и наоборот, человек, проявляющий отсутствие раскаяния, часто воспринимается в негативном свете. Широко признано, что раскаяние является правильной реакцией на проступок. Раскаяние может возникать как из реального, так и из надуманного сожаления о проступке, в результате которого его поймали или причинили вред.
Профессор Джин Десети проверял реакцию психопатов на просмотр коротких видеороликов причинения боли людям. У участников группы с высокой психопатией наблюдалась значительно меньшая активация в вентромедиальной префронтальной коре, миндалевидном теле и околоводопроводных серых частях мозга, но большая активность в полосатом теле и островке по сравнению с контрольными участниками.

## Прощение
Ощущение раскаяния необходимо для извинения, и чем сильнее чувство раскаяния, тем эффективнее извинение. Эффективное извинение уменьшает негативные последствия и способствует когнитивным и поведенческим изменениям, связанным с прощением. Раскаяние может сигнализировать о том, что человек страдает психологически из-за своего негативного поведения, что приводит к сочувствию со стороны жертвы, которая затем может выразить прощение. В исследовании Джеймса Дэвиса и Грега Голда 170 студентов университета заполнили анкеты о прощении в межличностных отношениях. Результаты Дэвиса и Голда показывают, что, когда жертва воспринимает извинения как раскаяние, она верит, что негативное поведение больше не повторится, и с большей готовностью простит виновного.

## Юридический аспект
В юридическом контексте раскаяние правонарушителя оценивается западными системами правосудия при вынесении приговора, слушаний об условно-досрочном освобождении. «Чистосердечное раскаяние» по действовавшему ранее Уголовному кодексу РСФСР 1960 года было одним из обстоятельств, смягчающих наказание, а также одним из оснований для освобождения от уголовной ответственности с передачей виновного на поруки. В действующем УК РФ 1996 года используется понятие «деятельное раскаяние».